# Альфонсо Бланко Антунес
Альфонсо Бланко (ісп. Alfonso Blanco, нар. 31 липня 1987, Там'яуа, Мексика) — мексиканський футболіст, воротар клубу «Пачука». Виступав за молодіжну збірну Мексики.

## Клубна кар'єра
У дорослому футболі дебютував 2007 року виступами за команду клубу «Індіос», в якій того року взяв участь в 11 матчах чемпіонату.
Згодом з 2008 по 2011 рік грав у складі команд клубів «Пачука», «Крус Асуль», «Ірапуато», «Америка», «Некакса» та «Леон».
Своєю грою за останню команду знову привернув увагу представників тренерського штабу клубу «Пачука», до складу якого повернувся 2012 року. Цього разу відіграв за команду з Пачука-де-Сото наступний сезон своєї ігрової кар'єри.
Протягом 2013—2014 років на правах оренди захищав кольори команди клубу «Атлетіко Сан-Луїс».
До складу клубу «Пачука» повернувся 2014 року.

## Виступи за збірні
2004 року дебютував у складі юнацької збірної Мексики, взяв участь у двох іграх на юнацькому рівні, пропустивши 2 голи.
2007 року залучався до складу молодіжної збірної Мексики. На молодіжному рівні зіграв у восьми офіційних матчах.

## Титули і досягнення
- Чемпіон Мексики (2):

«Пачука»: 2015-16
«Леон»: 2020
- Переможець Ліги чемпіонів КОНКАКАФ (2):

«Пачука»: 2016-17
«Леон»: 2023